# Stanisław Kukuryka
Stanisław Edward Kukuryka (* 14. Juni 1928 in Zemborzyce, Lublin; † 12. Mai 2010 in Warschau) war ein polnischer Diplomat und Politiker.

## Biografie
Nach dem Schulbesuch studierte er Rechtswissenschaften an der Maria-Curie-Skłodowska-Universität zu Lublin und schloss dieses Studium mit einem Magister ab.
Zwischen 1972 und 1982 war Kukuryka, der Mitglied der Polnischen Vereinigten Arbeiterpartei (PZPR) war, Präsident des Zentralverbandes der Wohnungsbaugenossenschaften (Centralny Związek Spółdzielczości Budownictwa Mieszkaniowego). Zugleich wurde er am 21. März 1976 zum Abgeordneten des Sejm gewählt, dem er als Vertreter der PZPR während der 7. und 8. Legislaturperiode bis zum 31. August 1985 angehörte. Zwischen 1980 und 1981 war er außerdem Mitglied des Zentralkomitees (ZK) der PZPR.
Vom 9. Oktober 1982 bis November 1985 war er Minister für Bau- und Baustoffindustrie in der Regierung von Ministerpräsident Wojciech Jaruzelski. Danach war er für einige Zeit Botschafter in Libyen. Später wurde er unter anderem Ehrenpräsident des Verbandes der Wohnungsgenossenschaften, übernahm noch weitere Ehrenämter und engagierte sich in der Gesellschaft für die Solidarität mit Kindern (Towarzystwo Przyjaciół Dzieci).
Für seine herausragenden Verdienste in der Bauindustrie und im öffentlichen Leben wurde ihm 1998 die Komturstufe mit Stern des Ordens Polonia Restituta verliehen. Darüber hinaus war er Träger des Ordens des Lächelns (Order Uśmiechu), einer Auszeichnung polnischer Kinder für Erwachsene, die sich weltweit besonders für das Wohl von Kindern und Jugendlichen engagiert haben.
Nach seinem Tode wurde er auf dem Powązki-Friedhof in Warschau beigesetzt.